# René Higuita
José René Higuita Zapata (phát âm tiếng Tây Ban Nha: [reˈne iˈɣita]; sinh ngày 27 tháng 8 năm 1966 tại Medellín) là một cựu thủ môn bóng đá người Colombia. Ông có biệt danh El Loco (Gã điên) bởi biệt tài "máy quét", luôn tham gia tấn công và ra khỏi vòng cấm địa nhưng rất ít khi mắc sai lầm. Trong trận giao hữu gặp Anh vào năm 1995, ông đã cứu một cú sút bằng cách lộn người ra phía trước và dùng chân phá bóng, một kỹ thuật về sau được gọi là "cú đá kiểu bọ cạp" (scorpion kick). Higuita là một trong top 4 những thủ môn ghi bàn nhiều nhất mọi thời đại với 41 bàn thắng, chỉ sau Dimitar Ivankov. Phong cách thi đấu lập dị của Higuita lần đầu tiên được trình diễn tại một trận đấu trong giải vô địch thế giới 1990, ông đã tiên phong trong việc chịu trách nhiệm với tất cả những bàn thắng từ xa ngoài vòng 16m50. IFFHS đã xếp René Higuita là một trong thủ môn xuất sắc nhất thứ tám trong lịch sử bóng đá Nam Mỹ.

## Sự nghiệp

### Sự nghiệp câu lạc bộ
Rene Higuita chơi phần lớn sự nghiệp câu lạc bộ cho đội bóng Colombia Atlético Nacional, nơi ông giành được một vài chức vô địch quốc gia Colombia cũng như Copa Libertadores và Copa Interamericana đều trong năm 1989. Ông đã bỏ ý định giải nghệ để kí hợp đồng với câu lạc bộ Venezuela Guaros de Lara FC. Tháng 1 năm 2008, ở tuổi 41, ông kí hợp đồng với đội hạng hai Colombia là Deportivo Rionegro. Tháng 6 năm 2008, ông kí với đội hạng nhất Colombia là Deportivo Pereira, đồng thời chính thức giã từ sự nghiệp sân cỏ vào tháng 1 năm 2010.

### Sự nghiệp quốc tế
Higuita thường xuyên ra sân cho đội tuyển bóng đá quốc gia Colombia và ghi tổng cộng bảy bàn trong 68 trận ra sân quốc tế. "Cú đá bọ cạp" do Higuita phát minh đã khiến ông trở nên nổi tiếng toàn cầu, khi ông thực hiện nó một cách xuất sắc trong trận giao hữu với tuyển Anh tại sân vận động Wembley vào ngày 6 tháng 12 năm 1995, để cản phá đường chuyền của Jamie Redknapp, mặc dù trọng tài biên đã phất cờ việt vị. Nó xếp thứ 94 trong 100 khoảnh khắc thể thao tuyệt vời nhất của Channel 4 năm 2002. Theo kết quả của một cuộc thăm dò dư luận của cổng điện tử footy-boots.com đăng trên tờ The Mirror, "cú đá bọ cạp" của Higuita được bình chọn là cú chơi bóng hay nhất trong lịch sử bóng đá thế giới.
Lối chơi không chính thống cũng khiến ông gây ra không ít sai lầm khiến Colombia bị loại khỏi giải vô địch thế giới 1990, khi ông chần chứ với quả bóng dưới chân mình gần vạch vôi, cho phép tiền đạo Roger Milla của Cameroon đoạt bóng và ghi bàn, giúp Cameroon vào tứ kết. Higuita miêu tả nó là "một sai lầm giống như một ngôi nhà vậy".. Cũng vì tình huống này mà Higuita được đặt biệt danh là El Loco ("Gã điên"). Higuita còn là bạn với Diego Maradona và cũng chơi trong trận đấu chia tay Argentina năm 2001.

## Phong cách chơi
Trên sân cỏ, Higuita nổi tiếng vì lối chơi kì quặc, thường mắc phải rủi ro không cần thiết và chủ động cố gắng ghi bàn. Ông cũng được biết đến với tài dứt điểm từ chấm đá phạt và phạt đền. Ông còn sáng tạo ra kiểu đá bọ cạp, kiểu đá mà thủ môn nhảy lên phía trước, hai chân vượt qua đầu và đá bóng đi xa bằng gót chân.

## Thống kê sự nghiệp

### Bàn thắng quốc tế
| #  | Ngày                | Địa điểm                                          | Đối thủ   | Ghi bàn | Tỉ số | Giải đấu                   |
| -- | ------------------- | ------------------------------------------------- | --------- | ------- | ----- | -------------------------- |
| 1. | 19 tháng 5 năm 1988 | Sân vận động Helsinki Olympic, Helsinki, Phần Lan | Phần Lan  | 2–1     | 3–1   | Giao hữu                   |
| 2. | 3 tháng 2 năm 1989  | Estadio Centenario, Armenia, Colombia             | Perú      | 1–0     | 1–0   | Copa Centenario de Armenia |
| 3. | 3 tháng 7 năm 1989  | Estádio Fonte Nova, Salvador, Brazil              | Venezuela | 1–0     | 4–2   | Cúp bóng đá Nam Mỹ 1989    |

## Danh hiệu

### Câu lạc bộ
- Atletico National:
  - Giải vô địch các câu lạc bộ Nam Mỹ: 1989; á quân: 1995
  - Copa Interamericana: 1990
  - Á quân Cúp bóng đá liên lục địa: 1989
  - Colombian League: 1991, 1994

### Quốc tế
- Hạng ba Cúp bóng đá Nam Mỹ : 1993, 1995

### Cá nhân
- Giải Bàn chân vàng: 2009[13]